# NGC 3355
NGC 3355 is een spiraalvormig sterrenstelsel in het sterrenbeeld Waterslang. Het hemelobject werd op 12 april 1866 ontdekt door de Amerikaanse astronoom Samuel Pierpont Langley.

## Synoniemen
- ESO 501-80
- MCG -4-26-1
- IRAS10402-2340
- PGC 31919